# Astracã
Astracã (em russo:  Астрахань, transl. Astrakhan; tártaro: Ästerxan) é a capital do Oblast de Astracã, na parte europeia da Federação Russa. A cidade está situada  a 1,5 mil quilômetros a Sudeste da capital russa, Moscou, às margens do rio Volga, e próximo a sua desembocadura no mar Cáspio, a 46°22′N 48°05′E. De acordo com o censo de 2002 a população da cidade era de 504 501, e em 2004 a população estimada era em torno de 502 800.

## Etimologia

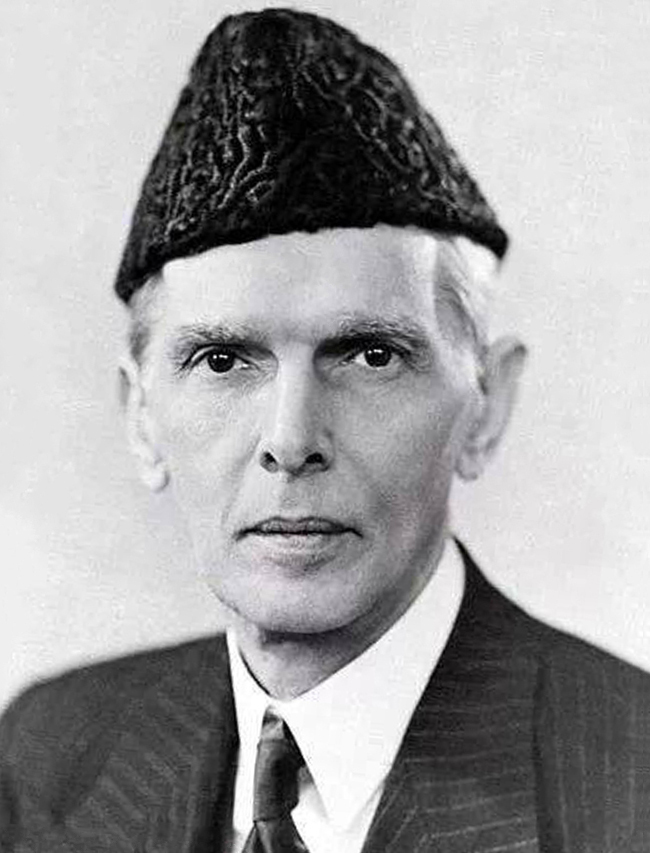
Muhammad Ali Jinnah, fundador do estado paquistanês, usando chapéu de astracã

A palavra é uma corruptela de Hastarcã (Hashtarḫan), que, por sua vez, é corruptela do persa Háji Tarcã (em persa: حاجی‌ ترخان; romaniz.: Haji Tarḫan) —  amplamente documentado em escritos medievais. Tarcã (Tarḫan) seria possivelmente um título turco-mongol,  significando grão-cã ou 'rei'; háji significa 'peregrino' e é o título dado ao muçulmano que já realizou a peregrinação a Meca, conforme preceitua o islamismo. Assim, as duas palavras juntas significam 'rei peregrino' ou 'rei que visitou Meca'.
A cidade deu o seu nome às peles de cordeiros da raça caracul recém-nascidos ou nonatos (não-nascidos) e, em especial, aos chapéus tradicionalmente confeccionados com essas peles.

## História medieval
Astracã está situada no delta do rio Volga, rico em esturjões e plantas exóticas. As capitais do Grão-Canato Cazar e da Horda de Ouro se situavam na área fértil ao redor. A própria Astracã foi mencionada pela primeira vez, por viajantes, no começo do século XIII, como Xacitarxan. Em 1395, Tamerlão, em meio a sua guerra contra Toquetamis, incendiou a cidade, após ter saqueado Sarai. Entre 1459 a 1556, Xacitarxan foi a capital do Canato de Astracã. As ruínas deste assentamento medieval foram encontradas por arqueólogos a doze quilômetros de distância da atual cidade.
Ivã IV, o Terrível conquistou o Canato de Astracã em 1556 e construiu uma nova fortaleza numa colina íngreme com vista ao Volga. Em 1569, Astracã foi sitiada por um exército otomano, que teve de bater em retirada. Um ano depois, o sultão renunciou a suas ambições em Astracã, abrindo-se então a região do Volga, por inteiro, ao tráfego russo. No século XVII, a cidade se desenvolveu como o portal russo para o Oriente. Muitos mercadores da Armênia, Pérsia e Quiva se estabeleceram na cidade, dando-lhe um caráter cosmopolita.

## História moderna
Por muitos meses em 1670 e 1671 Astracã foi tomada por Stenka Razin e seus cossacos. No começo do século seguinte, Pedro, o Grande construiu um estaleiro para a construção de navios e tornou Astracã a base de suas operações militares contra a Pérsia, e ao término do mesmo século Catarina II deu a cidade importantes privilégios industriais.

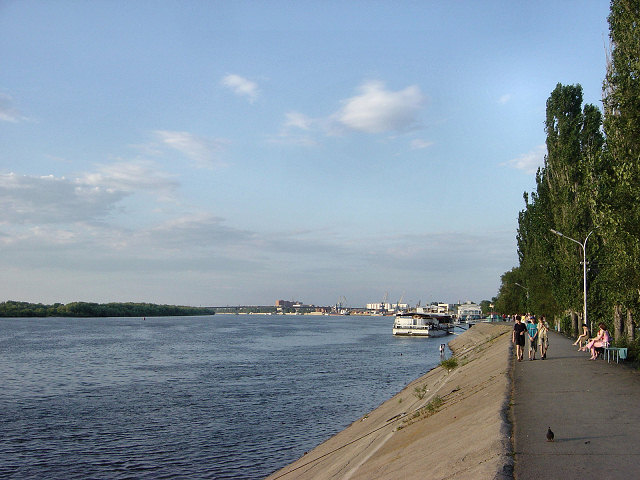
Margem do rio Volga

A cidade se revoltou contra as autoridades czaristas novamente em 1705, quando foi tomada pelos cossacos sob a liderança de Kondraty Bulavin. Em 1711, se tornou a capital de uma guberniya , cujos primeiros governadores incluíam Artemy Petrovich Volynsky e Vasily Nikitich Tatishchev. 
Seis anos depois, Astracã serviu de base para a primeira aventura russa na Ásia Central. Em 
1702, 1718, e 1767, a cidade foi atingida por incêndios. Em 1719, foi saqueada pelos persas, e em 1830 uma epidemia de cólera vitimou um grande número de pessoas.
O Kremlin de Astracã foi construído entre as décadas de 1580 a 1620 por pedras tiradas do local de Sarai Berke. Suas duas impressionantes catedrais foram consertadas em 1700 e 1710, respectivamente. Construída por mestres vindos de Yaroslavl, elas têm muitos dos traços tradicionais da arquitetura das igrejas russas, enquanto que a decoração externa é definitivamente barroca.

## Esporte
A cidade de Astracã é a sede do Estádio Central e do FC Volgar Astracã, que participou do Campeonato Russo de Futebol. No passado também existiu o FC Astrateks Astracã. Outro clube é o FC Astracã, que joga no Estádio Astracã.

## Geminações
- Pembroke Pines, Flórida, Estados Unidos [4]